# Quartier Saint-Merri
Quartier Saint-Merri är Paris 13:e administrativa distrikt, beläget i fjärde arrondissementet. Distriktet är uppkallat efter kyrkan Saint-Merri.
Fjärde arrondissementet består även av distrikten Saint-Gervais, Arsenal och Notre-Dame.

## Byggnadsverk
- Saint-Merri
- Centre Georges-Pompidou
- Fontaine Stravinsky
- Hôtel de Ville
- Tour Saint-Jacques
- Théâtre de la Ville

## Bilder
| - De fyra administrativa distrikten i Paris fjärde arrondissement. |

## Kommunikationer
- Tunnelbana – linjerna   – Hôtel de Ville